# Bernhardswald
Bernhardswald ist eine Gemeinde im Oberpfälzer Landkreis Regensburg und liegt im Falkensteiner Vorwald nordöstlich von Regensburg.

## Geografie

### Gemeindegliederung
Es gibt 91 Gemeindeteile (in Klammern ist der Siedlungstyp angegeben):
- Adlmannstein (Dorf)
- Appertszwing (Einöde)
- Apprant (Einöde)
- Bachhöfe (Einöde)
- Bernhardswald (Pfarrdorf)
- Bosruck (Weiler)
- Buchhof (Einöde)
- Darmannsdorf (Weiler)
- Dinglstadt (Einöde)
- Dingstetten (Weiler)
- Dörfling (Einöde)
- Ebenpaint (Dorf)
- Eberhof (Einöde)
- Elendbaumgarten (Einöde)
- Elendbleschen (Weiler)
- Ellbogen (Weiler)
- Erlbach (Dorf)
- Feldhof (Einöde)
- Finsing (Weiler)
- Gambach (Einöde)
- Gerstenhof (Weiler)
- Grubberg (Weiler)
- Grubhof (Einöde)
- Hackenberg (Dorf)
- Hacklsberg (Einöde)
- Hauzendorf (Dorf)
- Hinterappendorf (Weiler)
- Högelstein (Weiler)
- Hohenroith (Einöde)
- Höslgrub (Einöde)
- Kaltenherberg (Weiler)
- Kamillenhof (Weiler)
- Kammerhof (Einöde)
- Kammersölden (Einöde)
- Kohlstetten (Einöde)
- Kreuth (Dorf)
- Kürn (Pfarrdorf)
- Lambertsneukirchen (Pfarrdorf)
- Lamlhof (Einöde)
- Lammelhöfl (Einöde)
- Lehen (Dorf)
- Lehenfelden (Siedlung)
- Lichtenberg (Einöde)
- Lieberg (Einöde)
- Löchl (Weiler)
- Lohhof (Weiler)
- Manghof (Einöde)
- Mantel (Weiler)
- Mauth (Einöde)
- Neuhaus auf der Tratt (Einöde)
- Niederhof (Einöde)
- Oberbraunstuben (Einöde)
- Oberharm (Einöde)
- Oberhohenroith (Weiler)
- Oberlipplgütl (Einöde)
- Ödenhof (Einöde)
- Ölbrunn (Einöde)
- Parleithen (Einöde)
- Pettenreuth (Pfarrdorf)
- Pillmannsberg (Weiler)
- Plessenberg (Einöde)
- Plitting (Dorf)
- Rammersberg (Weiler)
- Reiting (Weiler)
- Rothenhofstatt (Einöde)
- Rudersdorf (Weiler)
- Samberg (Weiler)
- Schlaghof (Einöde)
- Schneckenreuth (Weiler)
- Seibersdorf (Dorf)
- Stadlhof (Weiler)
- Stall (Einöde)
- Stanglhof (Einöde)
- Steinrinnen (Weiler)
- Stockhof (Weiler)
- Thalhof (Einöde)
- Thonseigen (Einöde)
- Unterbraunstuben (Einöde)
- Unterharm (Weiler)
- Unterlipplgütl (Einöde)
- Vorderappendorf (Einöde)
- Weg (Weiler)
- Weiherhäusl (Einöde)
- Wieden (Einöde)
- Wieshof (Einöde)
- Wiesmühl (Einöde)
- Wolfersdorf (Dorf)
- Wolferszwing (Weiler)
- Wulkersdorf (Dorf)
- Ziegelhäusl (Dorf)
- Züchmühl (Einöde)

Es gibt die Gemarkungen Adlmannstein, Bernhardswald, Birkenzant (nur Gemarkungsteil 0), Erlbach, Göppenbach, Hackenberg, Hauzendorf, Kreuth (nur Gemarkungsteil 0), Kürn, Lambertsneukirchen, Pettenreuth, Plitting, Wolfersdorf und Wulkersdorf.

### Einwohnerzahlen vom 31. Juli 2007
| Gemeinde/Gemeindeteil | Einwohner |
| --------------------- | --------- |
| Bernhardswald         | 2608      |
| Adlmannstein          | 333       |
| Hackenberg            | 277       |
| Erlbach               | 165       |
| Hauzendorf            | 409       |
| Kürn                  | 909       |
| Lambertsneukirchen    | 171       |
| Lehen                 | 154       |
| Lehenfelden           | 064       |
| Pettenreuth           | 469       |
| Samberg               | 043       |
| Wulkersdorf           | 216       |
| Wolfersdorf           | 069       |

## Geschichte

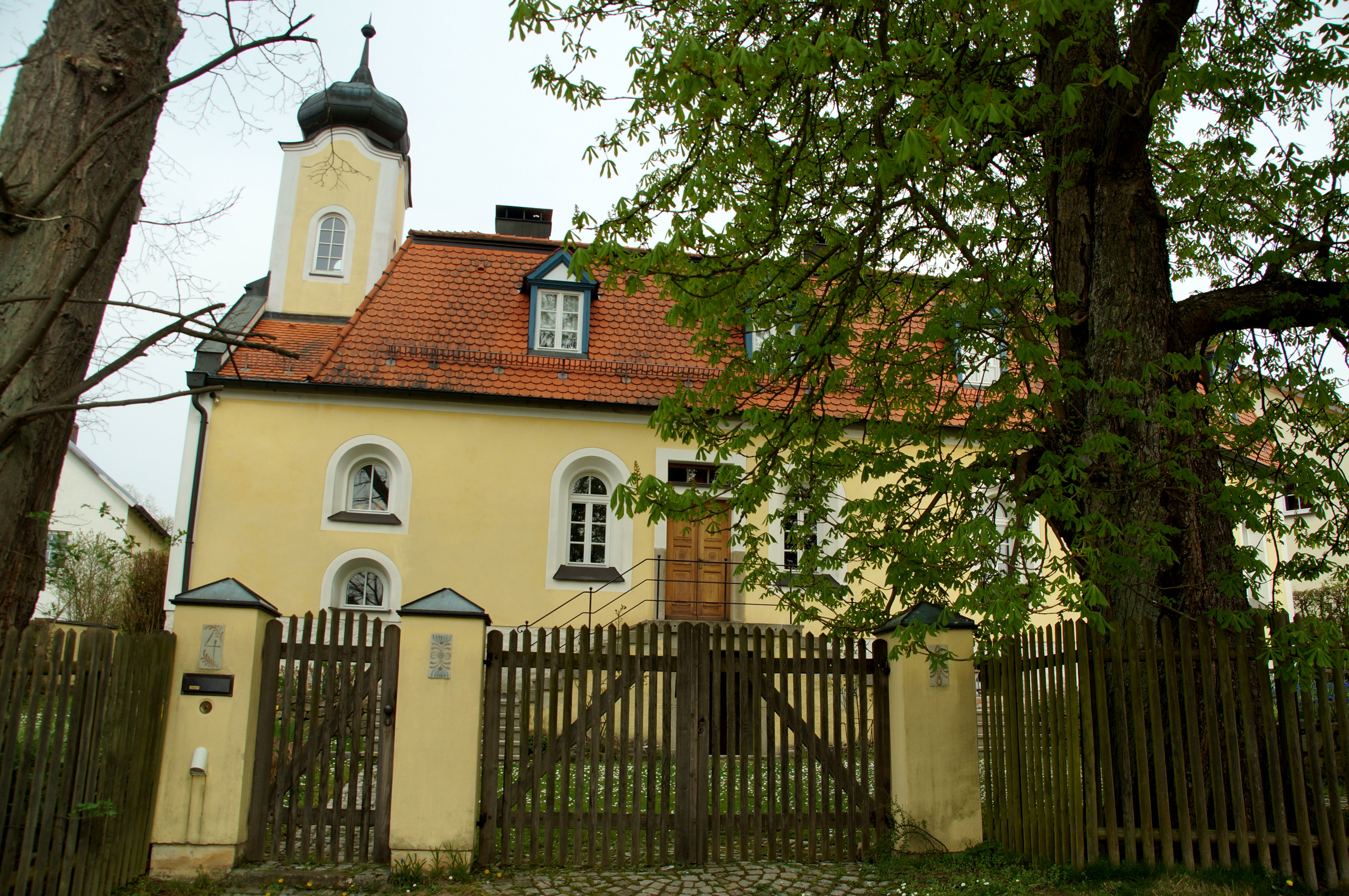
Ehem. Schlosskapelle Hl. Kreuz Bernhardswald

### Bis zum 19. Jahrhundert
Bernhardswald wurde im Jahr 1362 zum ersten Mal urkundlich erwähnt. Andere Orte in der Gemeinde sind älter.
Erste urkundliche Erwähnungen der Gemeindeteile (Jahr):
- Wolfersdorf: 1137
- Hauzendorf: 1140/50
- Kürn: 1143/46
- Wulkersdorf: 1268
- Pettenreuth: 1285
- Wolferszwing: 1325
- Lambertsneukirchen: 1326
- Adlmannstein: 1334

Im Jahr 1394 ging die Herrschaft über die Burg Kürn an die Paulsdorfer über und kam nach dem Aussterben des Adelsgeschlechts (1623) 1649 an die von Stingelheim. Diese war bis zum Aussterben 1826 in ihrem Besitz.
Am 12. September 1504 fand nahe Bernhardswald auf den sogenannten Hafenreuther Feldern bei Schönberg die entscheidende Schlacht im Landshuter Erbfolgekrieg statt. 1825 brannte das Kürner Schloss ab und wurde in klassizistischen Formen neu aufgebaut. Es befindet sich seit 1830 im Besitz der Grafen von Walderdorff.
Im Zuge der Verwaltungsreformen in Bayern entstanden mit dem Gemeindeedikt von 1818 die heutigen Gemeinden, so Bernhardswald, Adlmannstein, Hackenberg, Lambertsneukirchen, Hauzendorf, Plitting, Kürn und Pettenreuth.
In Bernhardswald, Hackenberg, Hauzendorf und Kürn bestanden Patrimonialgerichte II. Ordnung. In Bernhardswald wurde das Patrimonialgericht vom Patrimonialgericht I. Klasse (Herrschaftsgericht) in Schönberg der Fürsten von Thurn und Taxis aus verwaltet. Diese letzten Reste der Adelsherrschaft wurden in der Revolution 1848 aufgehoben.

### 20. und 21. Jahrhundert
Im Jahr 1913 erhält Bernhardswald durch den Bau der mittlerweile stillgelegten Bahnstrecke Regensburg–Falkenstein einen Bahnanschluss.
Zum Ende des Zweiten Weltkrieges im April 1945 begannen die Todesmärsche von KZ-Häftlingen aus dem KZ Flossenbürg in das KZ Dachau. Ein Todesmarsch führte Häftlinge in der Zeit zwischen dem 20. und 24. April 1945 durch die Gemeinde. Im Waldgebiet bei Mantel wurden 15 Häftlinge erschossen.
Im Jahr 1945 oder 1946 wurden Teile der aufgelösten Gemeinde Kreuth eingegliedert. Im Zuge der Gebietsreform in Bayern kamen am 1. Januar 1972 die Gemeinden Adlmannstein, Hackenberg (mit Teilen der am 1. Oktober 1926 aufgelösten Gemeinde Lambertsneukirchen), Hauzendorf (mit den restlichen Teilen der am 1. Oktober 1926 aufgelösten Gemeinde Lambertsneukirchen und mit den im Jahr 1945 oder 1946 eingegliederten Teilen von Plitting), Kürn und Pettenreuth (mit den am 1. April 1949 eingegliederten Gebietsteilen von Plitting) hinzu. Gebietsteile der aufgelösten Gemeinde Wulkersdorf kamen am 1. Januar 1974 hinzu.
In den vergangenen Jahrzehnten hat sich Bernhardswald durch die Ausweisung von Bauland und Investitionen in die Infrastruktur von einem landwirtschaftlich geprägten Ort zu einer Wohngemeinde entwickelt. Wichtige Ziele der Gemeinde liegen derzeit bei Investitionen in regenerative, umweltfreundliche Energie, energiesparende Technik, der Weiterentwicklung der Infrastruktur sowie in der Breitbandversorgung. Zwischen 1988 und 2018 wuchs die Gemeinde von 4349 auf 5438 um 1089 Einwohner bzw. um 25 %.

## Religion
Wie in der gesamten Oberpfalz ist auch in Bernhardswald der größte Teil der Bevölkerung römisch-katholisch.

### Römisch-katholische Kirche
Im Gemeindegebiet gibt es die katholische Pfarreiengemeinschaft Bernhardswald-Lambertsneukirchen-Pettenreuth-Benefizium Kürn. Sie ist dem Bistum Regensburg zugeordnet.

### Evangelisch-lutherische Kirche
Die evangelischen Christen gehören der evangelisch-lutherischen Kirchengemeinde in Regenstauf an.

## Politik

### Gemeinderat
Der Gemeinderat wurde zuletzt am 15. März 2020 gewählt. Die Sitzverteilung lautet wie folgt: CSU: 9, FW: 7, Grüne: 2 und SPD: 2.
- SPD: 2
- Grüne: 2
- FW: 7
- CSU: 9

Von den 4517 stimmberechtigten Einwohnern in der Gemeinde Bernhardswald, haben 3443 von ihrem Wahlrecht Gebrauch gemacht, womit die Wahlbeteiligung bei 76,22 Prozent lag.

### Bürgermeister
Erster Bürgermeister ist seit Mai 2020 Florian Obermeier (CSU).

### Wappen
| Wappen der Gemeinde Bernhardswald | Blasonierung: „Mit einer Zinne geteilt von Silber und Rot; oben zwei grüne Tannen, unten eine silberne Pflugschar.“                          |
| Wappen der Gemeinde Bernhardswald | Wappenbegründung: Die Zinne soll an die früher zahlreichen Adelssitze auf dem Gemeindegebiet erinnern. Das Wappen ist seit 1975 in Gebrauch. |

## Kultur und Sehenswürdigkeiten

### Bauwerke

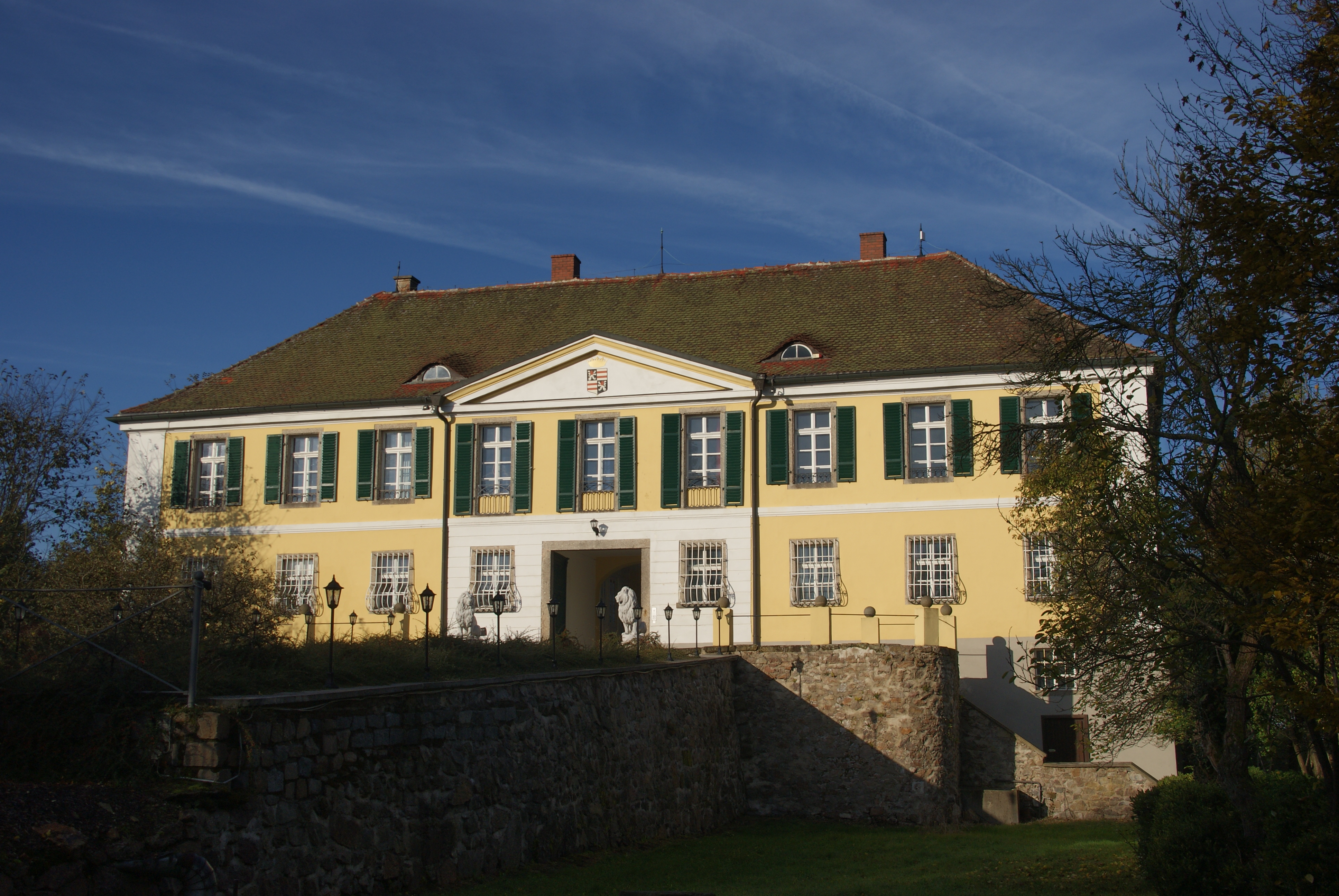
Schloss Kürn

- Pfarrkirche St. Bernhard in Bernhardswald
- Pfarrkirche Mariä Heimsuchung in Kürn
- Pfarrkirche Mariä Himmelfahrt in Pettenreuth
- Pfarrkirche St. Lambert in Lambertsneukirchen
- Schloss Bernhardswald in Giebelbauweise aus dem 18. Jahrhundert, nach Brand 1885 wiederaufgebaut
- Schloss Kürn von 1826, klassizistische Vierflügelanlage mit Walmdach, Hauptfassade mit neun Fensterachsen und Mittelrisalit. Der Vorgängerbau wurde 1394 erwähnt. Besitzer waren nach den Kürnern später die Paulsdorfer und Walderdorffer. 1825 durch Brand zerstört und 1826 in jetziger Form wiederaufgebaut.
- Burg Adlmannstein
- Schloss Hackenberg
- Schloss Hauzendorf
- Schloss Wulkersdorf

### Bodendenkmäler
- Burgstall Lichtenberg

### Sport und Vereine

Logo des TSV Bernhardswald

Neben dem Schützenverein „Drei Tannen Lehen“ und zahlreichen anderen Vereinen gibt es in der Gemeinde fünf Sportvereine. Der größte Sportverein und zugleich der größte Verein ist der TSV Bernhardswald. Des Weiteren gibt es den TSV Pettenreuth-Hauzendorf, den 1. FC Kürn und den SV Adlmannstein.
Die Freiwillige Feuerwehr Bernhardswald sowie die Feuerwehren der Ortsteile Kürn, Pettenreuth, Hauzendorf, Lambertsneukirchen, Kreuth, Adlmannstein, Hackenberg und Wulkersdorf sorgen für den Brandschutz und die allgemeine Hilfe im Gemeindegebiet und darüber hinaus.
Die Jugendblaskapelle Bernhardswald e. V. unter Leitung von Roland Polzer eröffnet jedes Jahr das Frühjahrskonzert und tritt im Lauf des Jahres bei vielen Gelegenheiten auf. In der Jugendblaskapelle spielen junge Musiker, nachdem sie zwei Jahre in der Bläserklasse bereits erhebliche Fortschritte auf ihrem Instrument gemacht haben.

### Natur und Freizeit

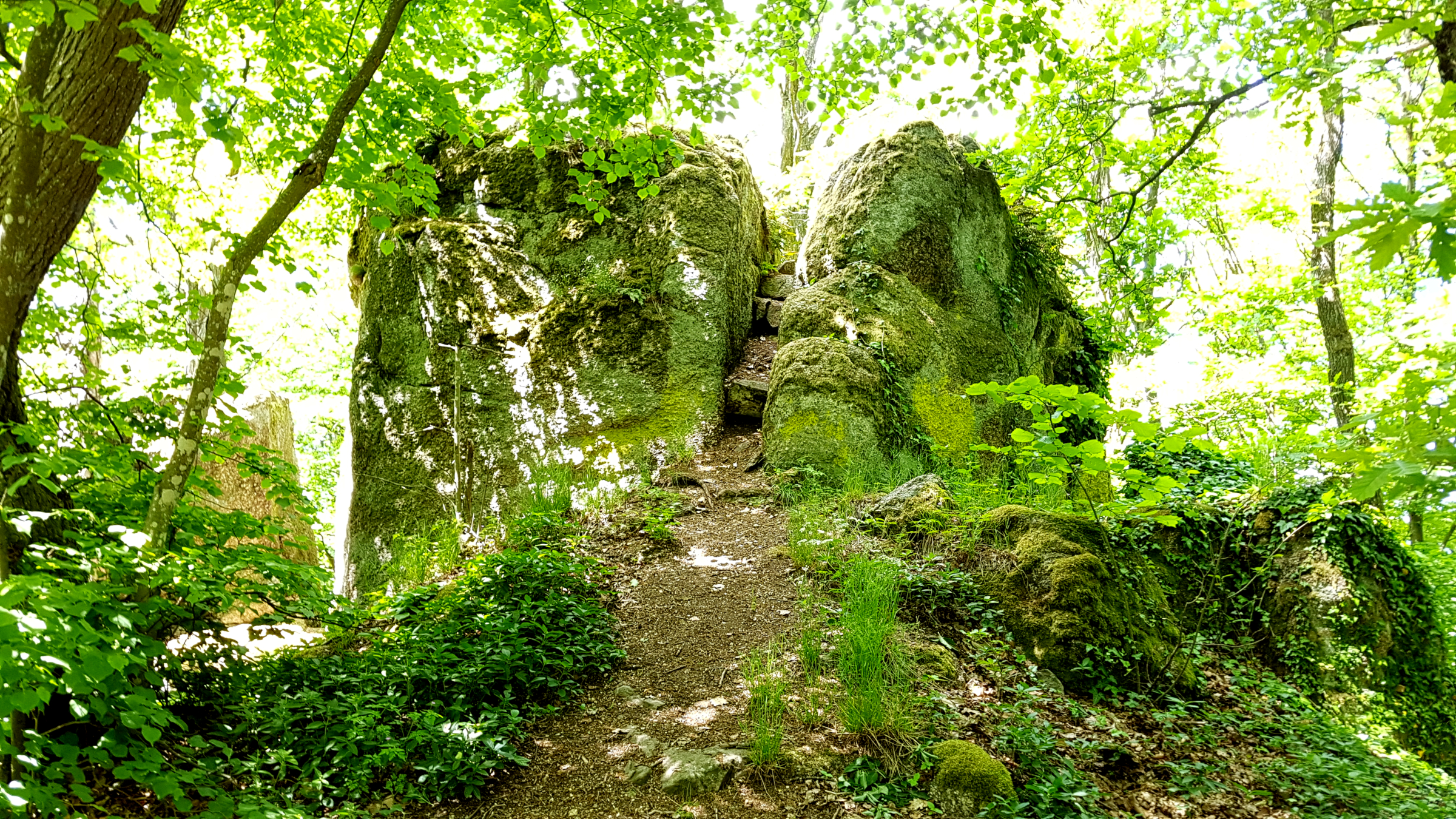
Hoher Stein bei Kürn

Mit 577 Metern sind die Granitfelsen "Hoher Stein" im Gemeindeteil Kürn die höchste Erhebung im Gemeindegebiet von Bernhardswald.
Das Freizeitangebot ist mit Wandern auf ausgewiesenen Wegen, Radfahren, Nordic Walking sowie gespurten Langlaufloipen im Winter vielfältig.

## Wirtschaft und Infrastruktur
Bernhardswald verfügt über eine gute Infrastruktur. Es gibt eine ausreichende ärztliche Versorgung, Apotheken sowie zahlreiche landwirtschaftliche Betriebe, Handels-, Handwerks- und Dienstleistungsunternehmen.

### Wirtschaft
Durch Gewerbegebiete an der Bundesstraße 16 ist für Gewerbetreibende eine verkehrsgünstige Ansiedlungsmöglichkeit geschaffen. Die Gemeinde gilt als beliebtes Wohnsiedlungsgebiet mit guter Verkehrsanbindung nach Regensburg.

### Arbeitsgemeinschaft Vorderer Bayerischer Wald
Am 8. Januar 2007 wurde die Arbeitsgemeinschaft Vorderer Bayerischer Wald, kurz «AG Vorwald» genannt, gegründet. Ziel der Arbeitsgemeinschaft ist es, die Region in touristischer, wirtschaftlicher und kultureller Hinsicht zu fördern und zu stärken.
Mitglieder dieser Gemeinschaft sind die Gemeinden Altenthann, Bernhardswald, Brennberg, Falkenstein, Michelsneukirchen, Rettenbach, Wald, Wiesenfelden, Zell und die Stadt Wörth an der Donau; überdies alle Heimat-, Tourismus- und Fremdenverkehrsvereine dieser Gemeinden.

### Tourismus
In der Gemeinde gibt es zahlreiche Ferienwohnungen und Privatquartiere. Der Tourismus ist auf Ferien auf dem Bauernhof ausgerichtet. Es besteht der Fremdenverkehrsverein Altenthann-Bernhardswald-Kürn.

### Verkehr
- Bundesstraße 16
- Bundesstraße 16n
- Bahnstrecke Regensburg–Falkenstein (stillgelegt)

### Öffentliche Einrichtungen
- Kinderhort Bernhardswald
- Kindergärten in Bernhardswald, Kürn und Lambertsneukirchen
- Gemeindebücherei
- Wertstoffhof
- Kläranlage

### Bildung
- Grundschule Bernhardswald
- Grundschule Pettenreuth

### Medien
Im Gemeindegebiet ist die Mittelbayerische Zeitung sowie das Regensburger Wochenblatt, eine Ausgabe der Wochenblatt Verlagsgruppe, erhältlich.
In der Gemeinde können neben den überregionalen Programmen auch die Radiosender Radio Charivari, Radio Gong FM und der regionale Fernsehsender TVA empfangen werden.